# Sachaca
Il Sachaca è una città del Perù nella provincia di Arequipa (regione di Arequipa) con 17.537 abitanti al censimento 2007, unica località del distretto omonimo.
È stata istituita fin dall'indipendenzza del Perù.